# مايكل ماكدويل
مايكل ماكدويل (بالإنجليزية: Michael McDowell)‏ هو سائق سيارة سباق أمريكي، ولد في 21 ديسمبر 1984 في فينيكس في الولايات المتحدة.

## وصلات خارجية
- الموقع الرسمي
- مايكل ماكدويل على موقع Racing-Reference.info (الإنجليزية)
- مايكل ماكدويل على موقع DriverDB.com (الإنجليزية)